# Joan de Cabanas

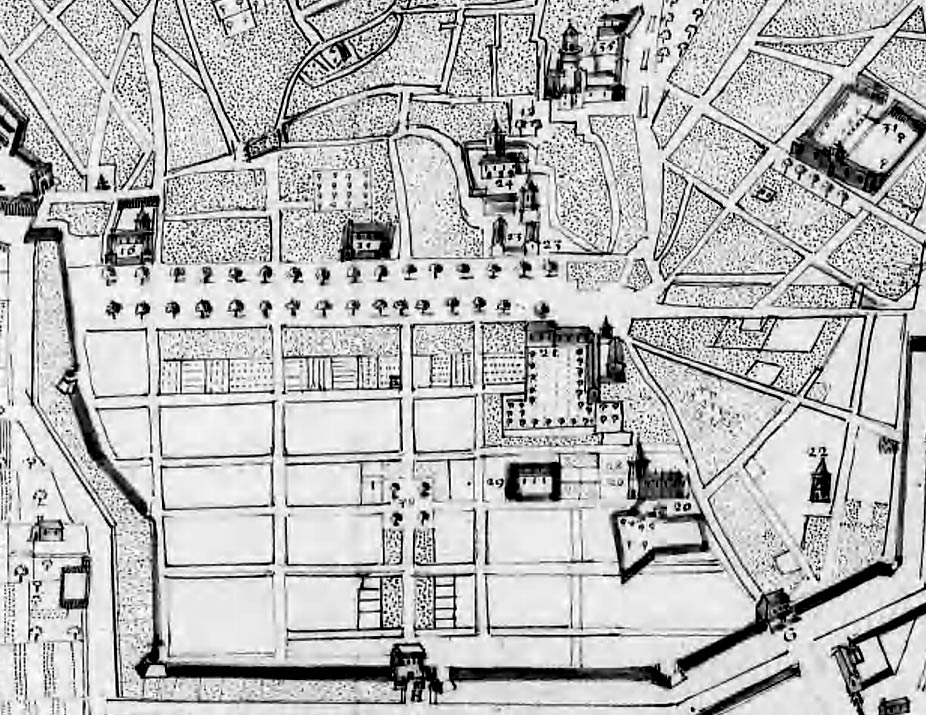
Aix en Provence en la época de Cabanas

Joan de Cabanas (en francés Jean de Cabannes o Jean de cabanes ; 28 de marzo de 1654 - 26 de febrero de 1711) fue un escritor provenzal de idioma occitano.

## Vida
Nació en Aix en Provence donde su padre era abogado. Como era el segundo de sus hijo, no era el heredero y por ello tuvo que servir en el ejército de Duque de Savoya. La muerte de su hermano mayor lo dejó finalmente en la posición de heredero, cosa que le permitió retirarse y dedicarse a la composición de su obra literaria, como él mismo lo escribió en versos provenzales : Ay de ben, siou content dau miou / Em'aquo me douni carriero / D'escrioüre tout ce que voudray  ("tengo hacienda, soy de lo más feliz, con esto me doy carrera, de escribir todo lo que se me antojare")

## Obra  literaria
Cabanas dejó una obra manuscrita de la cula sólo una pequeña parte fue editada después de su muerte. A finales del siglo XX el crítico occitano Felip Gardy publicó gran parte de la obra de Cabanas, en particular algunos de sus 100 cuentos (explícitamente inspirados del Heptamerón de Margarita de Navarra) y sus enigmos poéticos.

### Ediciones
- Cabanas, Joan de. L'Historien Sincere. Aix en Provence : Pontier, 1808 .
- Cabanas, Joan de - Jean de Cabanes- . Enigmos, Édition établie par Philippe Gardy. Letras d'òc, 2007.
- Gardy, Felip. Un conteur provençal au XVIIIe siècle : Jean de Cabanes. Aix en Provence : Edisud, 1982 (ediciones de cuentos).

### Crítica
- Anatole, Crestian - Lafont, Robèrt. Nouvelle histoire de la littérature occitane, Tome II. París : P.U.F., 1970.
- Gardy, Felip. Histoire de la littérature occitane, Tome II, L'âge du baroque - 1520 - 1789 (193 - 212). Montpellier : Presses du Languedoc  (Premsas de Lengadòc), 1997.

- Datos: Q3070974